# Attila Vajda
Attila Vajda (ur. 17 marca 1983 w Segedynie), węgierski kajakarz, kanadyjkarz. Dwukrotny medalista olimpijski.
Pływa w jedynce. Odnosił sukcesy w rywalizacji juniorskiej i młodzieżowej. W dorosłej reprezentacji debiutował niespodziewanie na igrzyskach w Atenach. Wystartował w wyścigu na 1000 metrów i zdobył brązowy medal. Stawał na podium mistrzostw świata (tytuł w 2007 na 1000 m). W Pekinie zwyciężył na 1000 metrów, wyprzedził mistrza olimpijskiego z Aten Hiszpana Davida Cala.

## Odznaczenia
- Krzyż Oficerski Orderu Zasługi Republiki Węgierskiej – 2008[2]